# Cantó de Le Port-1
El cantó de Le Port-1 és un cantó de l'illa de la Reunió, regió d'ultramar francesa de l'oceà Índic. Correspon a una fracció de la comuna de Le Port.

## Història
| Data d'elecció | Identitat           | Partit |
| -------------- | ------------------- | ------ |
| 2004 -         | Jean-Yves Langenier | PCR    |